# Princess Princess
Princess Princess (яп. プリンセス・プリンセス Пуринсэсу Пуринсэсу) — сёдзе-манга, автором которой является Микиё Цуда. Сюжет манги посвящен трем подросткам и обычаям в старшей школе, которую они посещают. Princess Princess начала публиковаться в журнале Wings в 2002 году; после завершения первого тома печаталась в том же журнале с мая 2006 по январь 2007 год. Впоследствии по манге было снято аниме, трансляцию которого начала японская анимационная студия Studio Deen 5 апреля 2006 года. 26 октября 2006 года на основе аниме была выпущена игра для Playstation 2 под названием Princess: Himetachi no Abunai Houkago.

## Сюжет
Тору Коно перевёлся в новую школу для мальчиков «Фудзимори» после временного проживания со своим дядей. Он становится одним из Химэ (姫), или «Принцесс». Выбор принцесс — традиция школы, которую создали с целью разнообразить жизнь учеников, проходящую в окружении одних мужчин. Ученики, основываясь на определенных качествах,  выбирают парней на роль принцесс. Те, в свою очередь, одеваются в женские платья и присутствуют на школьных мероприятиях. 
В начале истории уже были две избранные «принцессы»: Юдзиро Сиходани и Микото Ютака, известные как «западная» и «восточная» принцессы в связи с расположением их мест обучения. Тору убеждают стать принцессой вскоре после поступления в школу, и со временем он осознает, что эта работа намного приятнее, чем он думал.

## Персонажи

### Принцессы

Слева направо: Микото Ютака, Тору Коно, Юдзиро Сиходани

Тору Коно (яп. 河野 亨 Ко:но То:ру) — главный герой Princess Princess, который был вынужден перевестись в школу для мальчиков и стать одним из «принцесс». Со временем он начинает наслаждаться этим, так как «принцессы» получают много бесплатных вещей и предметов роскоши. Родители Тору погибли в результате несчастного случая, после чего его усыновили дядя и тётя. Он крайне неохотно проводит время с семьёй из-за нежелания видеться со своей младшей сводной сестрой Саякой. Использует свою работу принцессы как причину, отвлекающий от семейных проблем. Тору и Юдзиро часто вместе дразнят Микото, вызывая у того недовольство. Как-то Юдзиро в шутку говорит, что они с Тору любовники, чтобы отпугнуть от Тору влюблённую в него сестру, и целует его. Сэйю: Дзюн Фукуяма.
Юдзиро Сиходани (яп. 四方谷 裕史郎 Сихо:дани Ю:дзиро:) — «Западная принцесса», уверенный в себе, совершенно не имеющий проблем с переодеванием в девушку на людях. Он постоянно дразнит Микото, находя забавной его реакцию. Юдзиро отдалился от своей семьи, так как считает, что его мать, отчим и младший брат составляют вместе «идеальную семью». В течение сериала становится очень близок Тору. Главный герой является первым человеком, которому Юдзиро открылся. Он постоянно объединяется с Тору, когда Микото идёт вразрез с его обязанностями «принцессы», и тому приходится уступать, учитывая ещё и то, что они могут рассказать его девушке, кем он работает. Сэйю: Паку Роми.
Микото Ютака (яп. 豊 実琴 Ютака Микото) — «Восточная принцесса». Более неохотно переодевается в платья — не хочет, чтобы его девушка узнала о работе «принцессой». Он постоянно недоволен работой и может выказывать возмущение, но в конце концов делает всё, что необходимо, вне зависимости от его желаний. Микото самый оживлённый из трёх парней, всегда эмоционален и энергичен, заботится о близких людях, в особенности о его девушке Мэгуми. Princess Princess не единственная манга, в которой он появляется. Первое появление Микото как второстепенного героя, было в одной из ранних работ Цуды Микиё, «День Революции», которая повествовала о подруге Микото Мэгуми. Сэйю: Тэцуя Какихара.

### Студенческий совет
- Сюя Арисада (яп. 有定 修也 Арисада Сю:я) — председатель ученического совета, уверенный в себе человек, был принцессой за год до начала истории. Сюя — хороший лидер, часто организует выгодные ему и всему ученическому совету мероприятия (зачастую: запугивая собеседников). Роль озвучивает Хироси Камия.
- Масаюки Косино (яп. 越廼 将行 Косино Масаюки) — заместитель председателя ученического совета, строгий. Роль озвучивает Косукэ Ториуми.
- Ватару Харуэ (яп. 春江 渉) — казначей ученического совета, хорошо владеет математикой и может с легкостью решать в голове любые уравнения. Роль озвучивает Такума Тэрасима.
- Такахиро Тадасу (яп. 糺 孝弘) — секретарь ученического совета, имеет впечатляющую скорость и ловкость рук. Роль озвучивает Эйдзи Миясита.

### Прочие персонажи
- Акира Сакамото (яп. 坂本 秋良 Сакамото Акира) — староста класса, где учится Тору (1-D), является весьма уважаемым человеком в школе: из-за почитаемого старшего брата, его успеваемости и характера все студенты называют его «Сакамото-сама» и кланяются при виде него, хотя Акиру немного пугает такое благоговение. В основном по тем же причинам Арисада выбрал его следующим председателем ученического совета. Он живёт в семье из шести человек, каждый из которых удивительно красив. Акира неоднократно говорит о том, что он чужой в своей семье и чувствует себя «недостойным» принадлежать к ней. Когда его семья узнает о его тревогах, они быстро успокаивают его, убеждая в обратном. Его братья и сёстры (особенно старший брат и старшая сестра) постоянно сражаются за его внимание, так как их брат очень милый и добрый. Роль озвучивает Соитиро Хоси.
- Каору Натасё (яп. 名田 庄薫 Натасё: Каору) — ученик третьего класса по специальности «домоводство», создаёт всю одежду, которую носят «принцессы». Одержим своим увлечением и относится к нему с большим энтузиазмом. Имеет множество наград за разработанные костюмы. Роль озвучивает Анри Кацу.
- Харуми Сакамото (яп. 坂本 春海 Сакамото Харуми) — старший брат Акиры и бывший ученик Фудзимори, которого тоже называют «Сакамото-сама» из-за его удивительной красоты. Он возвращается на фестиваль культуры, чтобы помочь ученическому совету собрать деньги. Харуми, как правило, очень крут и постоянно улыбается. Однако в присутствии своего брата он становится очень эмоциональным и плаксивым (Тору и Юдзиро случайно увидели это, навещая Акиру). Роль озвучивает Кэндзи Нодзима.
- Мэгуми Ёсикава (яп. 吉川 恵 Ёсикава Мэгуми) — девушка Микото, которую он зовёт Мэгуми-сан, так как она старше него. Она очень заботливая и сделает всё, о чём её попросит Микото, чтобы не расстраивать его. Мэгуми и Микото очень хорошо понимают друг друга. Например, узнав о тайне Микото, девушка говорит, что её это не волнует и она всё равно его любит. Имеет очень большое влияние на Микото, будучи в состоянии поднять настроение, когда ему тоскливо. Мэгуми является главной героиней предыдущей работы Микиё Цуды «День революции» (яп. 革命の日 Какумэй но хи), в которой как второстепенные персонажи появлялись и Макото с Микото. Роль озвучивает Дзюнко Такэути.
- Макото Ютака (яп. 豊 麻琴 Ютака Макото) — старшая сестра Микото, но их характеры совершенно разные. Очень сильная, никогда не отступает, особенно когда дело касается Микото. По иронии судьбы, в то время как Микото внешне выглядит более женственно, Микото же выглядит более мужественно. Роль озвучивает Риса Хаямидзу.
- Саяка Коно (яп. 河野 さやか Ко:но Саяка) — дочь дяди и тёти Тору, принявших его, что делает её младшей сестрой и кузиной Тору одновременно. Она влюблена в Тору до безумия. Думает, что они однажды поженятся, хотя Тору относится к ней как к сестре. Саяка очень навязчива, из ревности постоянно что-то подстраивает бывшим подругам Тору. Её хрупкая связь с реальностью была разрушена Юдзиро, признавшимся, что они с Тору любовники и что того вообще не интересуют девушки. Роль озвучивает Тиэко Хигути.
- Синносукэ Сиходани (яп. 四方谷 慎之介 Сихо:дани Синносукэ) — младший сводный брат Юдзиро, появившийся в 9 серии, где он вместе с родителями пришёл на фестиваль в школу, чтобы увидеть своего брата. Он очень застенчивый и поначалу неохотно общался с Юдзиро. Говорил, что хочет чаще видеть его дома и чтобы тот женился на «сестре» (Юдзиро в костюме «принцессы»). Роль озвучивает Саяка Аоки.
- Рюдзаки (яп. 竜崎 Рю:дзаки) — директор совета, занимающегося школой. Унаследовал пост своего отца, ушедшего на пенсию. Он не одобряет систему «принцесс» и стремится к её отмене. Появляется только в аниме. Роль озвучивает Дайки Накамура.